# Aurach (dopływ Regnitz koło Bambergu)
Aurach – rzeka w Niemczech, w kraju związkowym Bawaria, w rejencji Dolna Frankonia, o długości 34,30 km, lewy dopływ Regnitz.